# Bari Sardo
Bari Sardo (en sardo: Barì) es un municipio de Italia de 3.871 habitantes en la provincia de Nuoro, región de Cerdeña.

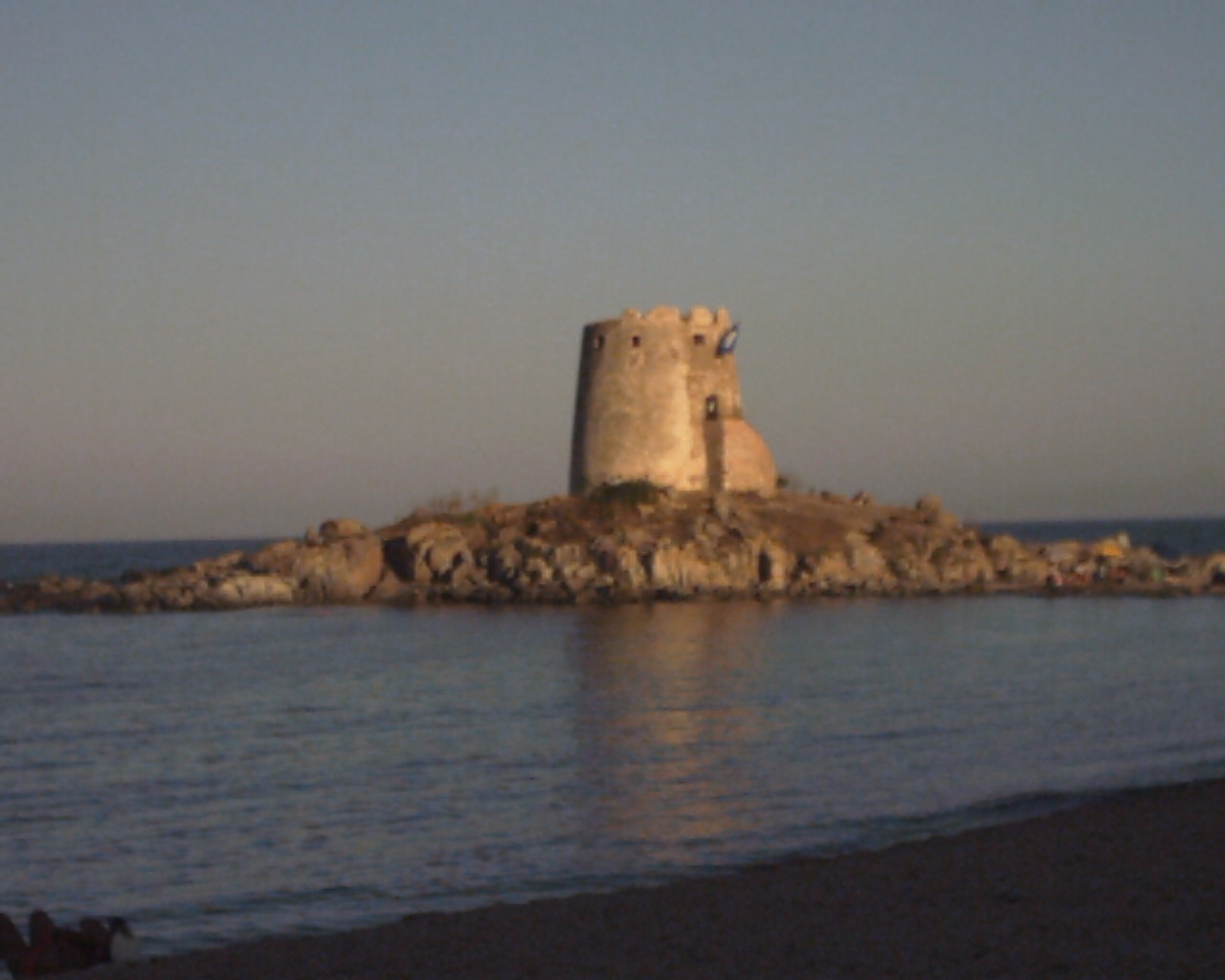
Torre de Bari Sardo.

## Evolución demográfica
| Gráfica de evolución demográfica de Bari Sardo entre 1861 y 2001 |
|                                                                  |
| Fuente ISTAT - Elaboración gráfica de Wikipedia                  |